# Passaggio a Hong Kong (film 1959)
Passaggio a Hong Kong (Ferry to Hong Kong) è un film del 1959 diretto da Lewis Gilbert, basato sul romanzo Passaggio ad Hongkong (Ferry to Hong Kong, 1957) di Max Catto.

## Trama
Mark Conrad, ex playboy fuggito dalla sua Vienna e riparato a Hong Kong dopo un incidente, vive di espedienti ed è diventato un tipo turbolento e rissoso. Le autorità decidono di espellerlo pagandogli il biglietto di imbarco per Macao su un traghetto denominato Fa Tsan. A Macao però le autorità portoghesi, dati i suoi precedenti, lo considerano indesiderabile e perciò non gli permettono di sbarcare. Poiché in nessuno dei due porti gli permettono di scendere, Conrad stabilisce la sua dimora sull'imbarcazione malgrado le proteste del comandante Hart, che tenta con ogni mezzo di liberarsi di lui.
Il carattere gioviale di Conrad gli procura le simpatie dell'equipaggio e l'interesse di Liz, giovane insegnante che fa periodicamente la spola fra le due destinazioni. Liz decide di promuovere una campagna stampa a favore di Conrad, ma l'iniziativa naufraga nel nulla per colpa dell'interessato che, sceso clandestinamente a terra, ha scatenato una rissa.
Nel corso di uno dei tanti viaggi, il Fa Tsan viene danneggiato da un carico di dinamite di un'imbarcazione vicina, che scoppia devastando la fiancata del traghetto. Intanto scoppia un tifone e Conrad , vista l'indecisione del comandante, prende le redini del comando ed evita il peggio. Il natante, ormai alla deriva, finisce sulle coste cinesi dove viene assalito dai pirati. È sempre Conrad che riesce a mettere fuori combattimento i capi dei pirati e a riportare l'imbarcazione in rotta fino a Hong Kong, dove colerà a picco dopo che tutti i passeggeri saranno sbarcati. 
A Conrad, vista la coraggiosa azione di cui si è fatto protagonista, viene finalmente concesso un permesso di soggiorno. La sua condizione gli ha assicurato l'affetto di Liz, che farà di tutto per redimerlo.